# Viktor Karl Uhlig
Pour les articles homonymes, voir Uhlig.
Viktor Karl Uhlig, ou Victor Uhlig, est né le 2 janvier 1857 à Karlshütte-Leskowetz (Lískovec, en tchèque), district de Frýdek-Místek en Silésie autrichienne (aujourd'hui Silésie tchèque), mort le 4 juin 1911 à Vienne, est professeur paléontologue, géologue (géologie structurale et tectonicien) et stratigraphe autrichien.

Ses travaux sont axés sur des recherches géologique et tectonique (Alpes, Carpates), paléontologiques (ammonites du Crétacé), la micropaléontologie des Carpates; il est précurseur de la paléobiogéographie semi-moderne. Il effectue des recherches importantes sur la géologie du massif des Tatras en 1878, et surtout entre 1885-1896, et plus tard, jusqu'en 1907.

## Biographie
En 1874, Viktor Uhlig étudie les sciences naturelles à l'université de Graz, puis poursuit ses années d'études à l'université de Vienne, particulièrement attentif aux cours des professeurs Franz Eduard Suess et Melchior Neumayr (1845-1890), dont il est l'assistant, de 1877 à 1883, au Département de Paléontologie. Il passe sa Thèse de doctorat en 1878.
En 1881, il va bénévolement à l'Institut impérial de géologie à Vienne, en 1883, il est stagiaire, et en 1887 est nommé professeur adjoint. Il y travaille jusqu'en 1890.
En 1891, il est professeur associé, successeur de Wilhelm Heinrich Waagen (1841-1900), rejette en 1893 un poste de professeur à l'Université de Breslau, il est nommé professeur titulaire de minéralogie et de géologie à l'Université Technique Allemande de Prague de 1893 à 1900.
Il rejoint le département de la paléontologie, et en 1900 il est professeur de géologie à l'Université de Vienne.
De 1907-1909 il est membre fondateur et le premier Président de la Société géologique autrichienne (anciennement Société géologique de Vienne).
Élu le 8 mars 1910, membre de la Société Roumaine des Sciences.
Il est membre de la Commission « Palaeontologia Universalis » (commission Internationale nommée au Congrès de paris en 1900), et membre de Leopoldina, Académie allemande des naturalistes, dont il reçoit en 1909 la médaille Cothenius pour les résultats de son travail scientifique en Géologie.